# Aleksandr Luria

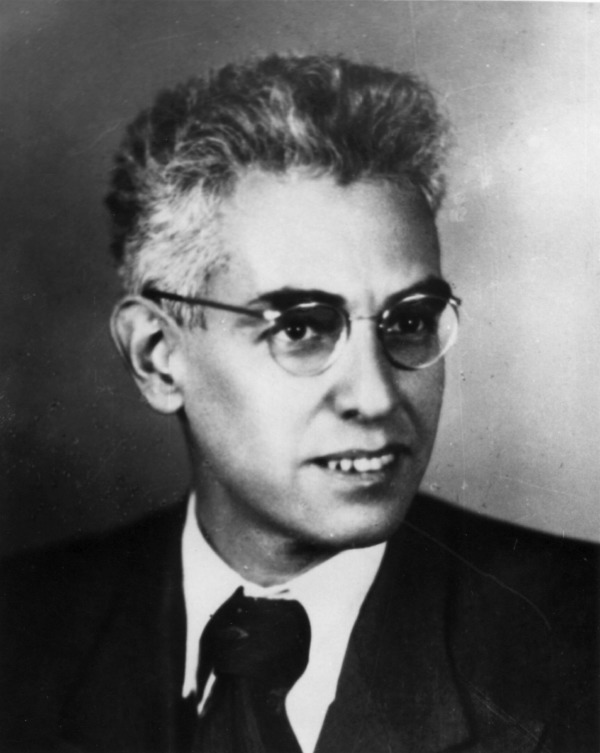
Aleksandr Luria, cirka 1940.

Aleksandr Romanovitj Luria (ryska: Александр Романович Лурия, Aleksandr Romanovitj Lurija), född 16 juli 1902 i Kazan, död 14 augusti 1977 i Moskva, var en rysk neuropsykolog, verksam vid Burdenko-institutet i Moskva.

## Biografi
Luria föddes av judiska föräldrar och studerade vid Kazanuniversitetet (examen 1921), Kharkiv Medical Institute och 1st Moskva Medical Institute (examen 1937). Han utnämndes till professor (1944), blev doktor i pedagogiska (1937) och medicinska vetenskaper (1943). 
Under hela sin karriär arbetade Luria inom en rad olika vetenskapsområden på sådana institutioner som  Academy of Communist Education (1920–1930-talet), Experimental Defectological Institute (1920–1930-talet, 1950–1960-talet, både i Moskva), ukrainska Psychoneurological Academy (Kharkiv, tidigt 1930-tal), All-Union Institute of Experimental Medicine, Burdenko Institute of Neurosurgery (sent 1930-tal), och andra institutioner. 
I slutet av 1930-talet genomgick Luria läkarutbildning och efter andra världskriget, fortsatte han sitt arbete i Moskvas Institute of Psychology. Under en tid var han borta från institutet för psykologi, främst till följd av ett uppblossande av antisemitism och flyttades till forskning om utvecklingsstörda barn vid Defectological Institute på 1950-talet. Från 1945 arbetade Luria vid universitet i Moskva och bidrog till grundandet av fakulteten för psykologi vid universitetet, där han senare ledde institutionerna för patho- och neuropsykologi.

## Sammanfattning av Lurias forskning
Lurias forskning under sin livstid kan sammanfattas på följande sätt: 
1. Det socio-historiska fastställandet av det mänskliga psyket,
2. Det biologiska (genetiska) fastställandet av det mänskliga psyket,
3. Högre psykologiska funktioner förmedlade av Signs-symboler; Det verbala systemet som huvudsystem,
4. Den systematiska samordningen av psykologiska funktioner och medvetande (enligt Lurias välkända fyra delbeskrivningar av detta),
5. Cerebral Mechanisms of the Mind (hjärna och psyke); Kopplingar mellan psykologi och fysiologi, och
6. Förhållandet mellan teori och praktik.